# Kings Mills
Kings Mills – jednostka osadnicza w Stanach Zjednoczonych, w stanie Ohio, w hrabstwie Warren, w gminie Deerfield.

## Historia
Kings Mills zostało założone w 1884 jako miasto firmowe dla King Powder Company i Peters Cartridge Company, które zaprzestały swoje działalności w 1944. Dawniej siedziba College Football Hall of Fame, która w 1995 przeniosła się do South Bend w stanie Indiana.